# Ернандо Силес
„Ернандо Силес'“ е стадион в Ла Пас - столицата на Боливия. Има капацитет от 42 000 места. На него играе домакинските си мачове националният отбор на страната по футбол, както и отборите The Strongest, La Paz FC, Club Bolivar.
Стадионът носи името на 31-вия президент на Боливия Ернандо Силес Суасо. Той е разположен в предградието Мирафлорес на Ла Пас. Намира се на 3637 м надморска височина, което го нарежда сред най-високо разположените професионални футболни стадиони в света.
Открит е официално през 1931 г. с демонстративен футболен мач между отборите на The Strongest и Universitario.
През 1993 г. националният отбор на Боливия записва историческа победа над Бразилия с 2 на 0, която изпраща домакините директно към груповата фаза на Световното първенство по футбол в САЩ '94 и принуждава „гаучосите“ (другия отбор освен Боливия, на второ място в другата квалификационна група) да играят мачове-баражи за класиране на турнира. Друга славна страница, написана от боливийските футболисти на стадион „Ернандо Силес“ е победата над националния отбор на Аржентина с 6:1 в квалификационния цикъл за класиране за Световното първенство по футбол в РЮА през 2010 г.